# 石切町
石切町（いしきりちょう）は、大阪府中河内郡にあった町。現在の東大阪市の北東部、近鉄奈良線石切駅の周辺にあたる。本項では町制施行前の名称である大戸村（おおえむら）についても述べる。

## 地理
- 山岳：生駒山
- 河川：恩智川

## 歴史
- 1889年（明治22年）4月1日 - 町村制施行により、河内郡神並（こうなみ）村・芝神並村・芝村・植附（うえつけ）村が合併して大戸村が発足。大字植附に村役場を設置。
  - 村名は『和名抄』に見える古代の郷名「大戸」による。
- 1896年（明治29年）4月1日 - 郡の統廃合により、所属郡が中河内郡に変更。
- 1920年（大正9年） - 大字神並・芝神並・芝を統合して大字石切が成立。
- 1946年（昭和21年）6月 - 旧陸軍刑務所を大阪刑務所石切刑務支所とする。準少年、駐留軍関係の受刑者を収容[1]。
- 1950年（昭和25年）4月1日 - 町制を施行・改称して石切町となる。
- 1955年（昭和30年）1月11日 - 中河内郡孔舎衙村・枚岡町・縄手町と合併して枚岡市が発足。同日石切町廃止。

## 交通

### 鉄道路線
- 近畿日本鉄道
  - 奈良線
    - 石切駅

現在は他に近鉄けいはんな線新石切駅も所在するが、当時は未開業。

### 道路
- 国道170号

## 現在の旧村域
概ね上石切町・東石切町・北石切町・中石切町・西石切町に該当し、東大阪市立石切中学校の学区にあたる。